# Ассоциация профессиональных школ международных отношений
Ассоциация профессиональных школ международных отношений (англ. Association of Professional Schools of International Affairs, сокращённо APSIA) — некоммерческая образовательная организация, объединяющая ведущие университеты мира в области образования и исследований по международным отношениям. По состоянию на 2025 год в ассоциацию входит 40 полноправных членов и 30 аффилированных школ.

## История
Идея создания ассоциации возникла в середине 1970-х годов, когда деканы ведущих американских школ международных отношений начали неформально обсуждать пути улучшения подготовки студентов. Благодаря гранту от Exxon Education Foundation эти школы смогли провести сравнительный анализ своих учебных программ.
В 1987 году Роберт Гохен, бывший президент Принстонского университета, провёл исследование, в котором рекомендовал создать «полноценную организацию» для содействия обмену опытом. Следуя его рекомендациям, 13 апреля 1989 года APSIA была официально зарегистрирована как некоммерческая организация. Первым президентом стал Джесвальд Салакьюз из Университета Тафтса.
В 1990-е годы, после окончания Холодной войны, APSIA при поддержке фондов Пью, Форда и других расширила свою деятельность. Ключевым проектом этого периода стал подробный отчёт «Профессиональные школы международных отношений накануне XXI века» (1994), подготовленный под руководством Луиса Гудмана. Целью отчёта был анализ того, как 15 на тот момент школ-членов адаптируют свои учебные программы к новым глобальным вызовам.
Этот период ознаменовался бурным ростом интереса к образованию в сфере международных отношений. За первые пять лет существования ассоциации (1989—1994) число заявлений на поступление в школы-члены выросло почти на 60 %, а количество зачисленных студентов — почти на 40 %.
В 2000-е годы ассоциация продолжила расти, налаживая партнёрства для привлечения в сферу международных отношений недостаточно представленных групп населения и организуя международные ярмарки вакансий и образовательных программ. Сегодня APSIA стремится «продвигать международное взаимопонимание, процветание, мир и безопасность с помощью людей и идей, формируемых нашими школами».

## Руководство
Высшим руководящим органом ассоциации является Исполнительный комитет. Срок полномочий комитета на 2023—2025 годы начался 1 июня 2023 года. В январе 2025 года в его составе произошли изменения. Текущий состав включает:
- Президент: Аранча Гонсалес, декан Парижской школы международных отношений (PSIA) при Sciences Po.
- Вице-президент: Амани Джамал, декан Принстонской школы общественных и международных отношений.
- Казначей: Карисса Слоттербэк, декан Высшей школы общественных и международных отношений Питтсбургского университета.
- Члены комитета: Дэнни Ква (Национальный университет Сингапура), Мигель Анхель Сантос (Технологический институт Монтеррея), Мари-Лор Салль (Женевский институт международных отношений и развития).

## Структура и членство
APSIA предлагает два уровня участия:
- Полноправные члены (Full Members) — это автономные подразделения университетов с программами магистратуры, которые соответствуют всем критериям APSIA. Они имеют право голоса в Совете членов, могут занимать руководящие должности в ассоциации и активно участвуют во всех мероприятиях.
- Аффилированные члены (Affiliate Status) — этот статус доступен для подразделений с программами магистратуры, которые не стремятся к полному членству или не отвечают всем его критериям. Аффилированные члены участвуют в ограниченном числе мероприятий и не имеют права голоса.

Приём в ассоциацию осуществляется по приглашению после рассмотрения заявки комитетом по членству и голосования Совета членов.

## Деятельность

### Премии APSIA
С 2021 года ассоциация ежегодно вручает премии APSIA Awards для признания и поощрения инноваций в сообществе школ-членов. Номинации могут поступать от самих учебных заведений и широкой общественности. Существует четыре основные категории: «Инновации», «Инклюзивность», «Взаимосвязь теории и практики» и «Вклад в развитие сообщества» (Impact Award).
Победители в номинации Impact Award:
- 2021: Школа глобальной политики и стратегии Калифорнийского университета в Сан-Диего[12].
- 2022: Школа государственной политики имени Ли Куан Ю Национального университета Сингапура[13].
- 2023: Школа Флетчера при Университете Тафтса[14].
- 2024: Парижская школа международных отношений (PSIA) при Sciences Po[15].
- 2025: Женевский институт международных отношений и развития[16].

## Особенности и значимость
Согласно данным самой ассоциации, учебные заведения, входящие в APSIA, делают акцент на применении теории к решению практических задач. Программы обучения сочетают подготовку в таких областях, как критическое мышление, количественный анализ, публичные коммуникации и управление проектами, с углублённой региональной, культурной и экономической экспертизой.
Значимость школ APSIA подтверждается успехами их выпускников. Они становились главами государств и высокопоставленными чиновниками более чем в 12 странах. Учебные заведения ассоциации стабильно входят в пятёрку лидеров по числу выпускников, получающих престижные американские стипендии, такие как Presidential Management Fellows и Boren Fellows. Ежегодно более 80 % стипендиатов программ Пикеринга и Рэнгела (Pickering и Rangel Fellows), готовящих будущих дипломатов США, являются студентами школ-членов APSIA. Уровень трудоустройства или зачисления в аспирантуру вскоре после выпуска составляет 91 %.

## Стипендии и стажировки
APSIA помогает студентам находить стипендии и стажировки для финансирования их обучения. На официальном сайте ассоциации действует специальный раздел (Fellowship Board), где собраны возможности финансирования, относящиеся к сфере международных отношений.

## Участники ассоциации
По состоянию на 2025 год в ассоциацию входят 40 полноправных членов и 30 аффилированных школ.

### Первоначальные участники (1994)
Согласно отчёту 1994 года, в ассоциацию входило 15 американских университетов-членов:
1. Американский университет
2. Калифорнийский университет в Сан-Диего
3. Колумбийский университет
4. Денверский университет
5. Джорджтаунский университет
6. Университет Джорджа Вашингтона
7. Гарвардский университет
8. Университет Джонса Хопкинса
9. Университет Мэриленда, Колледж-Парк
10. Питтсбургский университет
11. Принстонский университет
12. Университет Южной Калифорнии
13. Университет Тафтса
14. Вашингтонский университет
15. Йельский университет

### Полноправные члены (2025)
| Университет                                             | Школа/Факультет                                                      | Страна               | Расположение               | Примечания                |
| ------------------------------------------------------- | -------------------------------------------------------------------- | -------------------- | -------------------------- | ------------------------- |
| Американский университет                                | Школа международного сервиса                                         | США                  | Вашингтон                  |                           |
| Австралийский национальный университет                  | Школа публичной политики Кроуфорда                                   | Австралия            | Канберра                   |                           |
| Бостонский университет                                  | Школа глобальных исследований имени Фредерика С. Парди               | США                  | Бостон                     |                           |
| Карлтонский университет                                 | Школа международных отношений имени Нормана Патерсона                | Канада               | Оттава                     |                           |
| Колумбийский университет                                | Школа международных и общественных отношений                         | США                  | Нью-Йорк                   |                           |
| Университет Дьюка                                       | Школа государственной политики Сэнфорда                              | США                  | Дарем                      |                           |
| Международный университет Флориды                       | Школа международных и общественных отношений имени Стивена Дж. Грина | США                  | Майами                     |                           |
| Университет Джорджа Вашингтона                          | Школа международных отношений Эллиотта                               | США                  | Вашингтон                  |                           |
| Джорджтаунский университет                              | Школа дипломатической службы Эдмунда А. Уолша                        | США                  | Вашингтон                  |                           |
| Технологический институт Джорджии                       | Школа международных отношений имени Сэма Нанна                       | США                  | Атланта                    |                           |
| Женевский институт международных отношений и развития   |                                                                      | Швейцария            | Женева                     |                           |
| Гарвардский университет                                 | Школа государственного управления имени Джона Ф. Кеннеди             | США                  | Кембридж                   |                           |
| Школа Hertie                                            |                                                                      | Германия             | Берлин                     |                           |
| Университет IE                                          | Школа политики, экономики и глобальных отношений                     | Испания              | Мадрид                     |                           |
| Барселонский институт международных исследований (IBEI) |                                                                      | Испания              | Барселона                  | Ранее аффилированный член |
| Университет Джонса Хопкинса                             | Школа перспективных международных исследований имени Пола Х. Нитце   | США / Италия / Китай | Вашингтон, Болонья, Нанкин |                           |
| Национальный университет Чжэнчжи                        | Колледж международных отношений                                      | Китайская Республика | Тайбэй                     | Ранее аффилированный член |
| Национальный университет Сингапура                      | Школа государственной политики имени Ли Куан Ю                       | Сингапур             | Сингапур                   |                           |
| Университет штата Пенсильвания                          | Школа международных отношений                                        | США                  | Юниверсити-Парк            |                           |
| Принстонский университет                                | Принстонская школа общественных и международных отношений            | США                  | Принстон                   |                           |
| Университет Рицумейкан                                  | Высшая школа международных отношений                                 | Япония               | Киото                      |                           |
| Институт политических исследований (Sciences Po)        | Парижская школа международных отношений                              | Франция              | Париж                      |                           |
| Стэнфордский университет                                | Институт международных исследований Фримена Спогли                   | США                  | Стэнфорд                   |                           |
| Стокгольмская школа экономики                           |                                                                      | Швеция               | Стокгольм                  |                           |
| Сиракузский университет                                 | Школа гражданства и общественных дел Максвелла                       | США                  | Сиракьюс                   |                           |
| Технологический институт Монтеррея                      | Школа правительства и общественного преобразования                   | Мексика              | Монтеррей                  |                           |
| Техасский университет A&M                               | Школа правительства и государственной службы имени Буша              | США                  | Колледж-Стейшен            |                           |
| Университет Тафтса                                      | Флетчер, Высшая школа глобальных отношений                           | США                  | Медфорд                    |                           |
| Калифорнийский университет в Сан-Диего                  | Школа глобальной политики и стратегии                                | США                  | Сан-Диего                  |                           |
| Университет Денвера                                     | Школа международных исследований имени Йозефа Корбеля                | США                  | Денвер                     |                           |
| Университет Мэриленда, Колледж-Парк                     | Школа государственной политики                                       | США                  | Колледж-Парк               |                           |
| Мичиганский университет                                 | Школа государственной политики имени Джеральда Р. Форда              | США                  | Анн-Арбор                  |                           |
| Университет Миннесоты                                   | Школа общественных дел имени Хьюберта Хамфри                         | США                  | Миннеаполис                |                           |
| Питтсбургский университет                               | Высшая школа общественных и международных отношений                  | США                  | Питтсбург                  |                           |
| Университет Южной Калифорнии                            | Программа магистра публичной дипломатии                              | США                  | Лос-Анджелес               |                           |
| Университет Санкт-Галлена                               | Магистерская программа «Международные отношения и управление»        | Швейцария            | Санкт-Галлен               |                           |
| Техасский университет в Остине                          | Школа общественных дел им. Линдона Б. Джонсона                       | США                  | Остин                      |                           |
| Университет Торонто                                     | Школа глобальных отношений и государственной политики Мунка          | Канада               | Торонто                    |                           |
| Университет Вашингтона                                  | Школа международных исследований имени Генри М. Джексона             | США                  | Сиэтл                      |                           |
| Йельский университет                                    | Школа глобальных отношений Джексона                                  | США                  | Нью-Хейвен                 |                           |

### Аффилированные члены (2025)
| Университет                               | Школа/Факультет | Страна      | Расположение  | Примечания |
| ----------------------------------------- | --- | ----------- | ------------- | ---------- |
| Азербайджанская дипломатическая академия  | Школа общественных и международных отношений                                                                          | Азербайджан | Баку          |            |
| Университет штата Аризона                 | Школа глобального менеджмента Thunderbird                                                                             | США         | Финикс        |            |
| Школа международных отношений Балсильи    | (Консорциум: Университет Ватерлоо, Университет Уилфрида Лорье, CIGI)                                                  | Канада      | Ватерлоо      |            |
| Колледж Баруха                            | Школа общественных и международных отношений им. Остина У. Маркса                                                     | США         | Нью-Йорк      |            |
| Университет Брандейса                     | Школа Хеллера по социальной политике и управлению                                                                     | США         | Уолтем        |            |
| Университет Карнеги-Меллона               | Институт стратегии и технологий                                                                                       | США         | Питтсбург     |            |
| Университет Де Поля                       | Факультет международных исследований                                                                                  | США         | Чикаго        |            |
| Венская дипломатическая академия          | Венская школа международных исследований                                                                              | Австрия     | Вена          |            |
| Европейский университетский институт      | Флорентийская школа транснационального управления                                                                     | Италия      | Флоренция     |            |
| Фордхэмский университет                   | Программа по международной политической экономии и развитию                                                           | США         | Нью-Йорк      |            |
| Университет Джорджа Мейсона               | Школа политики и государственного управления имени Шара                                                               | США         | Арлингтон     |            |
| Университет Индианы                       | Школа общественных и экологических отношений О’Нила и Школа глобальных и международных исследований Гамильтона Лугара | США         | Блумингтон    |            |
| Международный университет Японии          | Высшая школа международных отношений                                                                                  | Япония      | Минамиуонума  |            |
| Университет Монаша                        | Программа «Магистр международных отношений»                                                                           | Австралия   | Мельбурн      |            |
| Наньянский технологический университет    | Школа международных исследований С. Раджаратнама                                                                      | Сингапур    | Сингапур      |            |
| Нью-Йоркский университет                  | Высшая школа государственной службы Роберта Ф. Вагнера                                                                | США         | Нью-Йорк      |            |
| Университет штата Северная Каролина       | Школа общественных и международных отношений                                                                          | США         | Роли          |            |
| Университет Пеппердайн                    | Школа государственной политики                                                                                        | США         | Малибу        |            |
| Пражский экономический университет        | Факультет международных и дипломатических исследований                                                                | Чехия       | Прага         |            |
| Университет Райса                         | Программа «Магистр глобальных отношений»                                                                              | США         | Хьюстон       |            |
| Государственный университет Сан-Франциско | Факультет международных отношений                                                                                     | США         | Сан-Франциско |            |
| Университет Сетон Холл                    | Школа дипломатии и международных отношений                                                                            | США         | Саут-Ориндж   |            |
| Южный университет (Аргентина)             | Школа политики, правительства и международных отношений                                                               | Аргентина   | Буэнос-Айрес  |            |
| Трентский университет                     | Школа международных исследований                                                                                      | Италия      | Тренто        |            |
| Университет Британской Колумбии           | Школа государственной политики и глобальных отношений                                                                 | Канада      | Ванкувер      |            |
| Университет Джорджии                      | Школа общественных и международных отношений                                                                          | США         | Атенс         |            |
| Университет Майами                        | Программа «Магистр искусств в области международного администрирования»                                               | США         | Корал-Гейблс  |            |
| Орегонский университет                    | Школа глобальных исследований и языков                                                                                | США         | Юджин         |            |
| Университет Уцуномия                      | Высшая школа международных исследований                                                                               | Япония      | Уцуномия      |            |
| Университет Васэда                        | Высшая школа азиатско-тихоокеанских исследований                                                                      | Япония      | Токио         |            |

### Бывшие участники
В этот список входят учебные заведения, которые ранее были членами ассоциации, но по состоянию на 2025 год не числятся в её каталогах.
- Московский государственный институт международных отношений[20]
- Санкт-Петербургский государственный университет
  - Факультет международных отношений[21]